# 乔善乡
乔善乡，是中华人民共和国广西壮族自治区河池市罗城仫佬族自治县下辖的一个乡镇级行政单位。

## 行政区划
乔善乡下辖以下地区：
乔善社区、乔本村、古金村、古城村、大城村、岩口村和板团村。